# ذوات الدم البارد
ذوات الدم البارد (بالإنجليزية: Cold-blooded)‏ وهو مصطلح عام يصف مجموعة معقدة من صفات تحدد التنظيم الحراري للحيوان. وهي التي تتحكم درجة حرارة البيئة المحيطة بدرجة حرارة أجسامها. وهي من صفات المتعضيات مثل الأسماك والزواحف والبرمائيات.
يعتبر المصطلحان ذوات الدم الحار و«ذوات الدم البارد» غير دقيقين في المعنى لدى العلماء، لأن أنواع درجات حرارة الجسم ليست أصناف منفصلة. حيث يستبدل كل مصطلح بآخر أو أكثر (انظر القسم التالي). وطريقة المحافظة على درجات حرارة الجسم (التنظيم الحراري) يضم مجموعة واسعة من التقنيات المختلفة التي ينتج عنها درجة حرارة للجسم مستمرة.

## الصفات
يشير مصطلح ذوات الدم البارد إلى ثلاثة جوانب منفصلة من التنظيم الحراري:
- خارجية الحرارة (ectothermy): التي تتحكم بدرجة حرارة أجسامها من خلال وسائل خارجية، مثل التعرض لحرارة الشمس.
- متغيرة الحرارة (poikilothermy): التي درجة حرارتها الداخلية متغيرة، وغالبا ما تكون مساوية لدرجة حرارة البيئة المحيطة.
- بطيئة الأيض (bradymetabolism): تنظيم حراري تستخدمه المخلوقات لتحافظ على «راحة» متدنية لمعدل الأيض عندها، ولديها القدرة لتغيير كبير في معدل الأيض عند توفر الغذاء أو الحرارة. العديد من كائنات بطيئة الأيض يتوقف الأيض لديها في الصحاري أو في الشتاء القارس حتى تصل لحالة لاتستطيع المواصلة وتعود للعمل إذا تحسنت ظروف المعيشة. ويسمى ذلك السبات.